# Maikammer
Maikammer es un municipio situado en el distrito del Südliche Weinstraße, en Renania-Palatinado, Alemania. Está situado en la Ruta alemana del Vino, aproximadamente a 5 kilómetros al sur de la localidad de Neustadt an der Weinstraße.

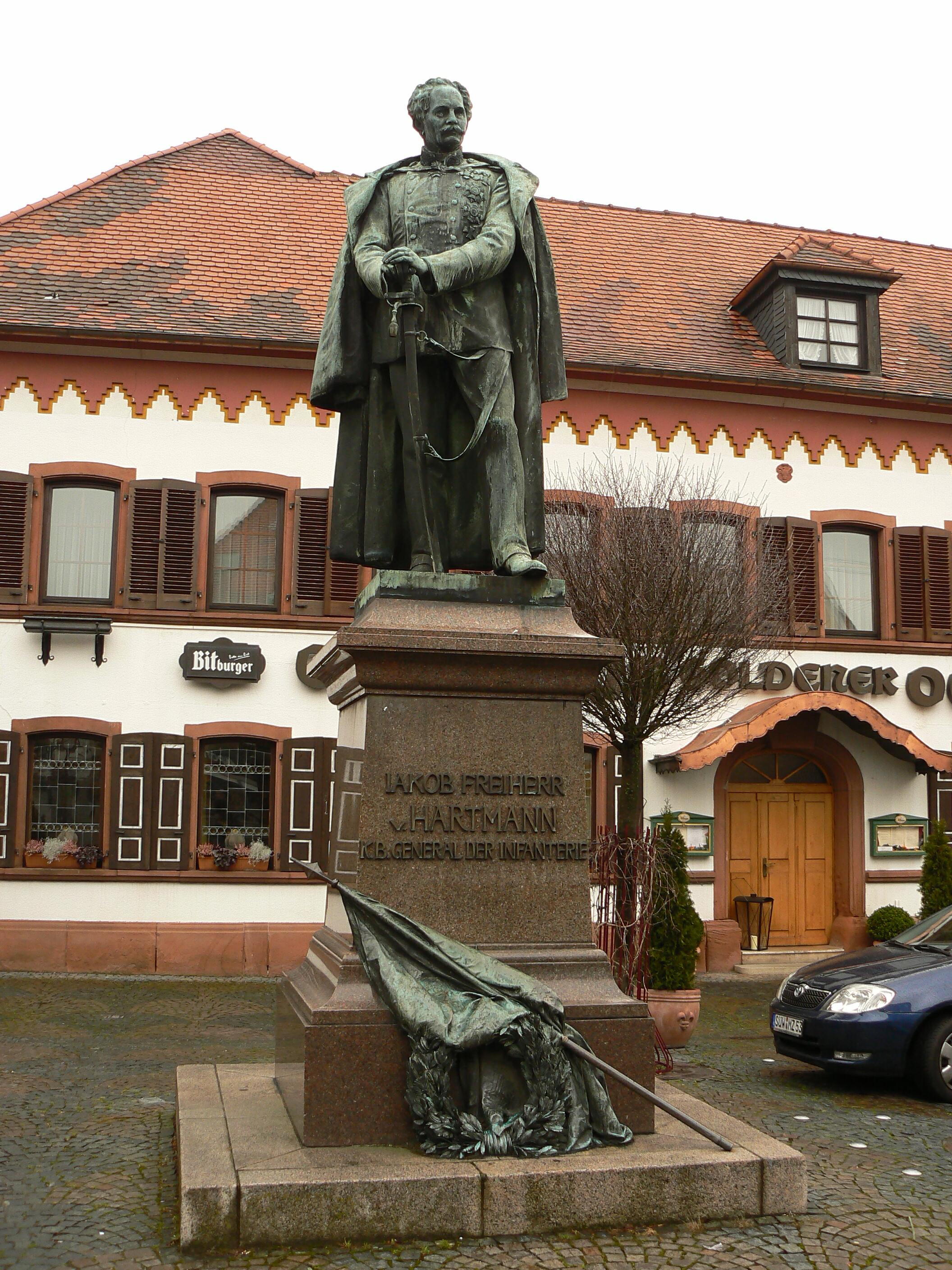
General Jakob von Hartman

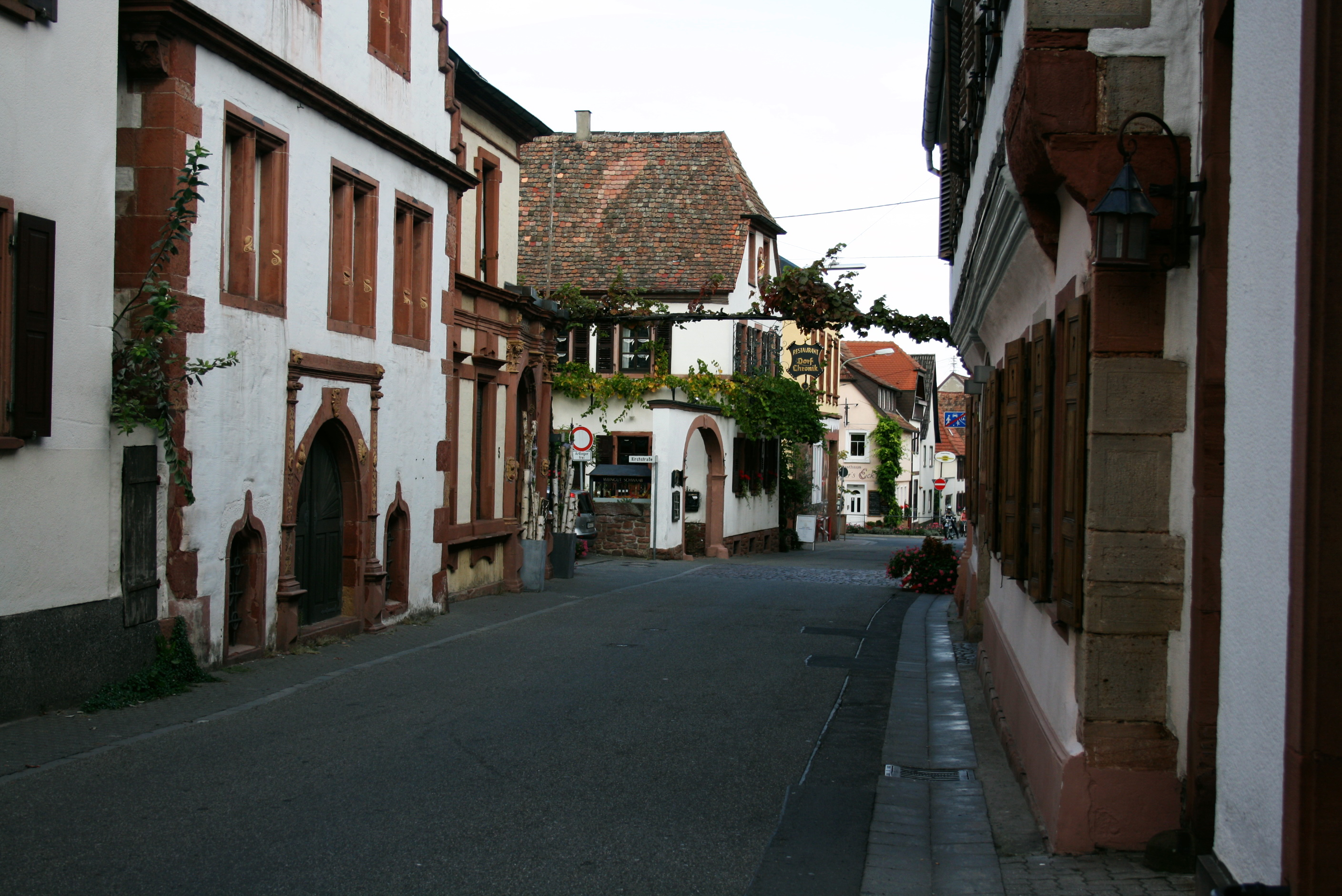
Calle de Maikammer

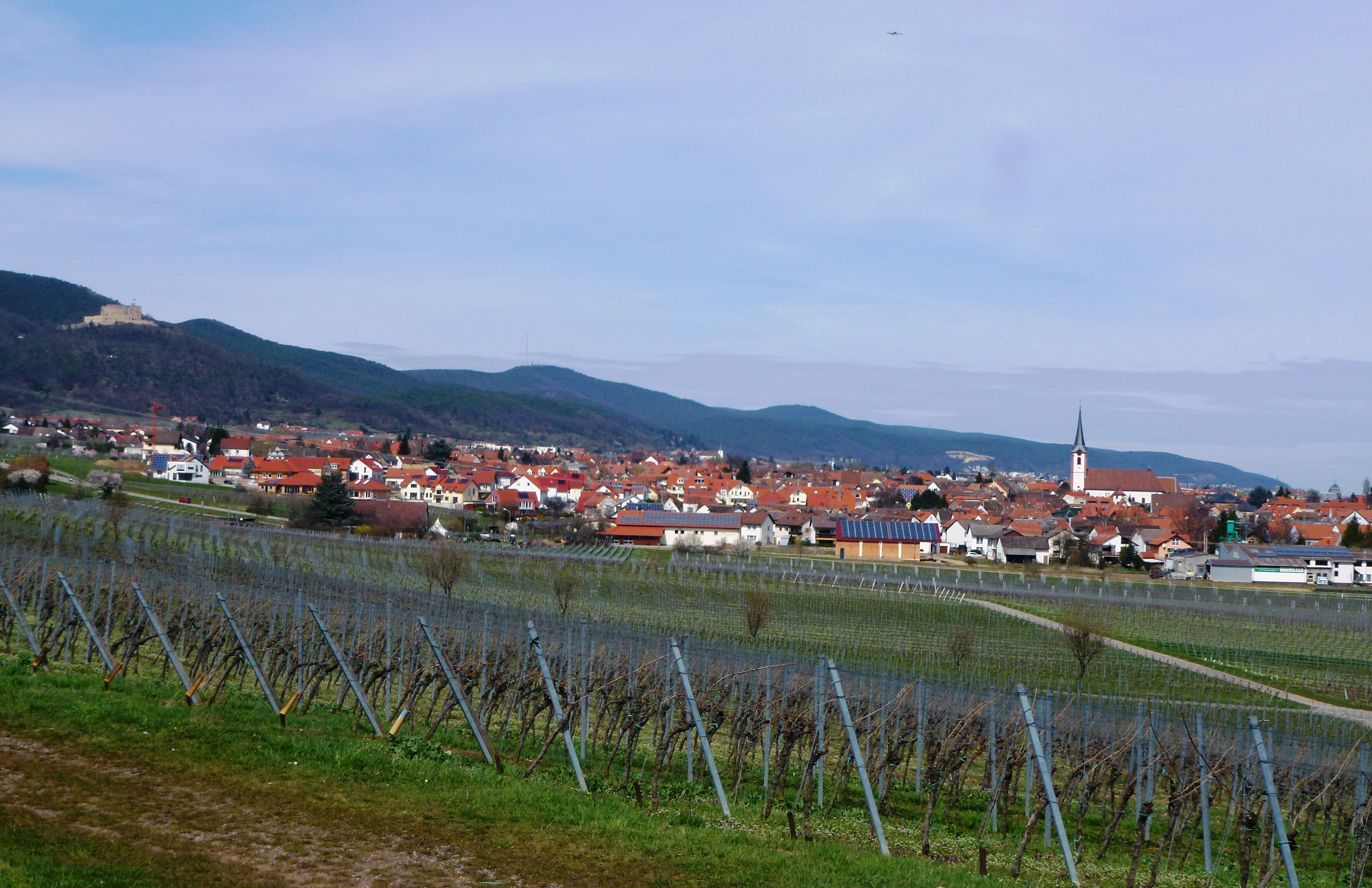
Vista de Maikammer y el Castillo de Hambach

## Geografía

### Ubicación
Maikammer está situado a los pies del Kalmit, la montaña más alta del Bosque del Palatinado (673 m.). En la zona de Maikammer predominan los viñedos.

### Clima
Debido a su clima templado, la uva es su producto más característico, pero también pueden encontrarse kiwis, limoneros, almendros y castaños. 

## Industria
La economía local está vinculada predominantemente por la industria del vino. La zona es conocida por los viñedos de Alsterweiler, Kappellenberg, Kirchenstück, Immengarten y Heiligenberg, los cuales producen uvas de las variedades Müller-Thurgau y Riesling.  El vino ha jugado un importante papel en la historia de Maikammer, tanto económicamente como en lo que se refiere a su cultura. 
A mediados del siglo XIX, Anton Ullrich y su hermano Franz Ullrich crearon una fábrica en Maikammer para la producción de utensilios de cocina esmaltados. Esta empresa fue el principal empleador de los habitantes de esta localidad, llegando a dar trabajo a cerca de 1.000 personas. Los utensilios de cocina que se fabricaban aquí fueron vendidos a lo largo de Europa y su distribución llegó incluso a Rusia. La factoría cerró en 1928 como consecuencia de la hiperinflación existente entonces en Alemania. 

## Religión
Según datos de 2014, el 53,6% de la población era católica y el 23,8% eran protestantes. El 22,6% restante pertenecía a otra religión o no tenían afiliación religiosa. 

## Alcaldes de la localidad
- Sebastian Frantz (1860–1904)
- Eduard Wolf (1904–1920)
- Dr. J.C. Wolf (1920–1933)
- Gustav Buchenberger (1933–1942)
- Otto Wingerter (1942–1945)
- Dr. J.C. Wolf (1945–1946)
- Alfred Wagner (1946–1947)
- Rudolf Straub (1947–1948)
- Hermann Ullrich (1948–1955) CDU
- Johannes Damm (1955–1973) CDU
- Rudolf Müller (1973–1974) CDU
- Dieter Ziegler (1974 - ) CDU
- Karl Schäfer (current) CDU

## Personas célebres de la localidad
- Heinrich Koch, arquitecto, (1781-1861)
- Jakob von Hartmann, General (1797–1873)
- Anton Ullrich, industrial
- Franz Ullrich, industrial, (1830–1891)